# Pseudodistichium buchananii
Pseudodistichium buchananii là một loài rêu trong họ Ditrichaceae. Loài này được R. Br. bis Dixon mô tả khoa học đầu tiên năm 1923.